# Chaméléon d'Héraclée
Chaméléon d'Héraclée, en grec ancien Χαμαιλέων ὁ ῾Ηρακλεώτης (vers 350 - vers 275 av. J.-C.) est un philosophe originaire d'Héraclée du Pont, péripatéticien du IVe siècle av. J.-C., disciple d'Aristote. 
Auteur d'un ouvrage Sur la Comédie, dans lequel il traite surtout de chorégraphie, il a également écrit sur les anciens poètes et l’Iliade. Il a accusé Héraclide du Pont du vol du manuscrit d’un travail sur Hésiode et Homère, et on attribue à Chaméléon, entre autres traités moraux, un traité moral intitulé Sur le Plaisir, cité par Athénée, qui pourrait être de Théophraste, autre disciple d'Aristote, cité par Athénée. Il aurait également laissé des écrits intitulés Sur les dieux et Sur les Satyres ; un Protreptique et Sur l’ivresse , un ouvrage Sur Pindare. De tous ces ouvrages ne subsistent plus que des fragments transmis par Athénée et entre autres auteurs anciens

## Sources
- Athénée, Deipnosophistes [détail des éditions] (lire en ligne), XIII, 32, 72, 75 et 92.
- Diogène Laërce, Vies, doctrines et sentences des philosophes illustres [détail des éditions] (lire en ligne)[Où ?].